# نظام التعليم الفرنسي

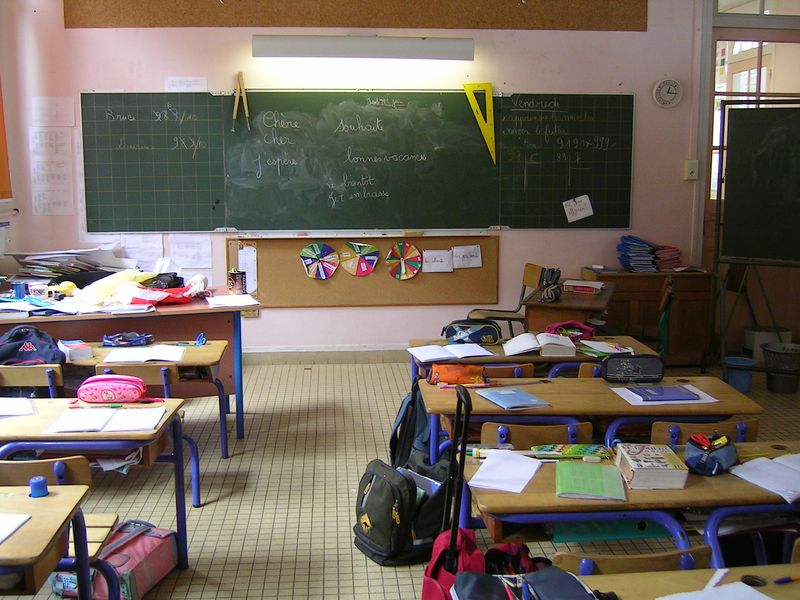

نظام التعليم الفرنسي. نظام مركزي للغاية، تشرف عليه وزارة التربية والتعليم. منذ عام 1959، والتعليم إلزامي 6-16 سنوات؛ التعليم المنزلي قانونية (هناك أكثر من 65 000 مدرسة معظمها تحت إشراف وزارة التربية والتعليم، على الرغم من أن حوالي 15٪ (الابتدائي) إلى 20٪ الطلاب (الثانوي) هم في مؤسسات خاصة. العدد الإجمالي للتلاميذ والطلبة تصل إلى 15 مليون تلميذ، وهذا يعني أنّ ربع السكان في المدارس. تكلفة التعليم تمثل 6.6٪ من الناتج المحلي الإجمالي لفرنسا في عام 2008 (7.6٪ في عام 1995)، منها 54.1٪ تحت إشراف وزارة التربية والتعليم في عام 2008 (مقابل 61٪ في عام 1980). وفقاً لمقارنة (PISA) نظم التعليم الوطنية، ونتائج نظام التعليم الفرنسي والمتوسط مقارنة مع الدول الأخرى الأعضاء في منظمة التعاون والتنمية.